# Kirt Rust
Kirt Rust (* 8. Juli 1957 in Hawaii) ist ein amerikanischer Fusion- und Rockmusiker (Schlagzeug).

## Leben und Wirken
Rust, der zunächst in Kalifornien aufwuchs, spielte zunächst Trompete und wechselte mit 13 Jahren ans Schlagzeug. Mit 15 Jahren zog er nach Frankreich. Dort spielte er zunächst mit Francis und Didier Lockwood in der Jazzrock-Band Volklor, mit der 1976 Aufnahmen entstanden. In den nächsten Jahren gehörte er zu Bands wie Weidorje, Saga de Ragnar Lodbrock oder Odeur. Er arbeitete weiterhin mit Philippe Chatel, Patrick Gauthier, John Greaves, Jean-Michel Kajdan, Benoît Widemann, Babik Reinhardt, Sylvin Marc, Catherine Lara, Zachary Richard, Maxime Le Forestier, Eddy Mitchell, Sylvie Vartan, Michel Delpech oder Chris Rea zusammen. Tom Lord verzeichnet im Bereich des Jazz zwischen 1978 und 1990 15 Aufnahmen mit ihm.